# La Bacchante (Carracci)
Ne doit pas être confondu avec La Bacchante.

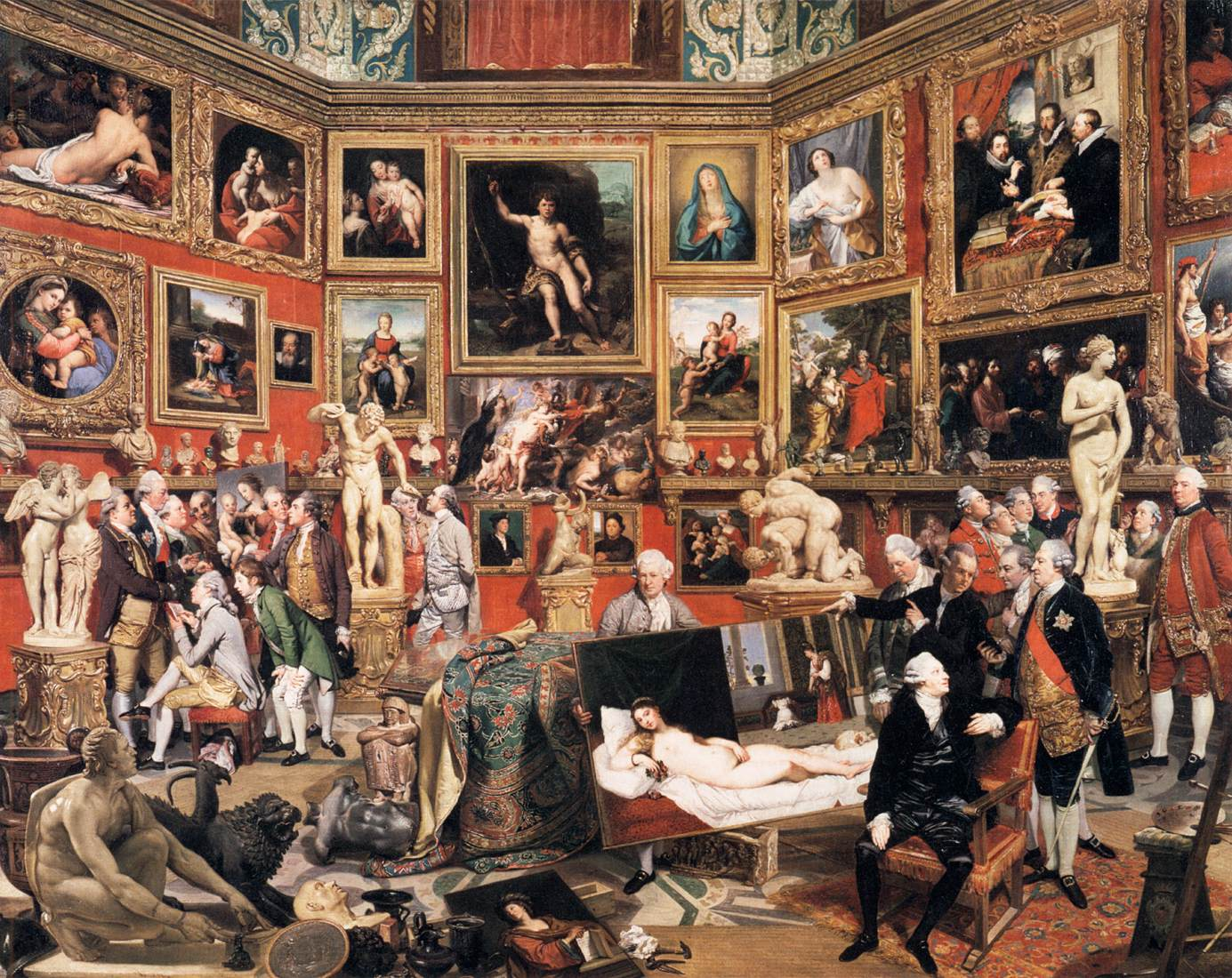
Le tableau de Zoffany, La Tribune des Offices : l'œuvre de Carracci se trouve en haut à gauche de la toile.

La Bacchante ou Vénus, Satyre et Cupidons (en italien : La Baccante) est une peinture à l'huile sur toile réalisée vers 1588-1590 par le peintre italien Annibale Carracci, conservée au musée des Offices à Florence,. Sa datation est basée sur sa forte influence vénitienne - l'artiste séjourna brièvement dans la ville à la fin des années 1580.

## Histoire
L'œuvre est mentionnée pour la première fois en 1620, lorsque le gentilhomme bolonais Camillo Bolognetti l'a vendue à un émissaire de Cosme II de Médicis, grand-duc de Toscane. Elle a ensuite été emmenée à Florence et est restée dans les collections des Médicis, exposée dans la Tribune des Offices et apparaissant en haut à gauche du tableau du même nom de Johann Zoffany à côté de la Charité de Guido Reni et directement au-dessus de La Vierge à la chaise de Raphaël. Le tableau a été recouvert d'une autre toile au XVIIIe siècle en raison de sa charge érotique, qui sera enlevée seulement au début du XIXe siècle.

## Galerie

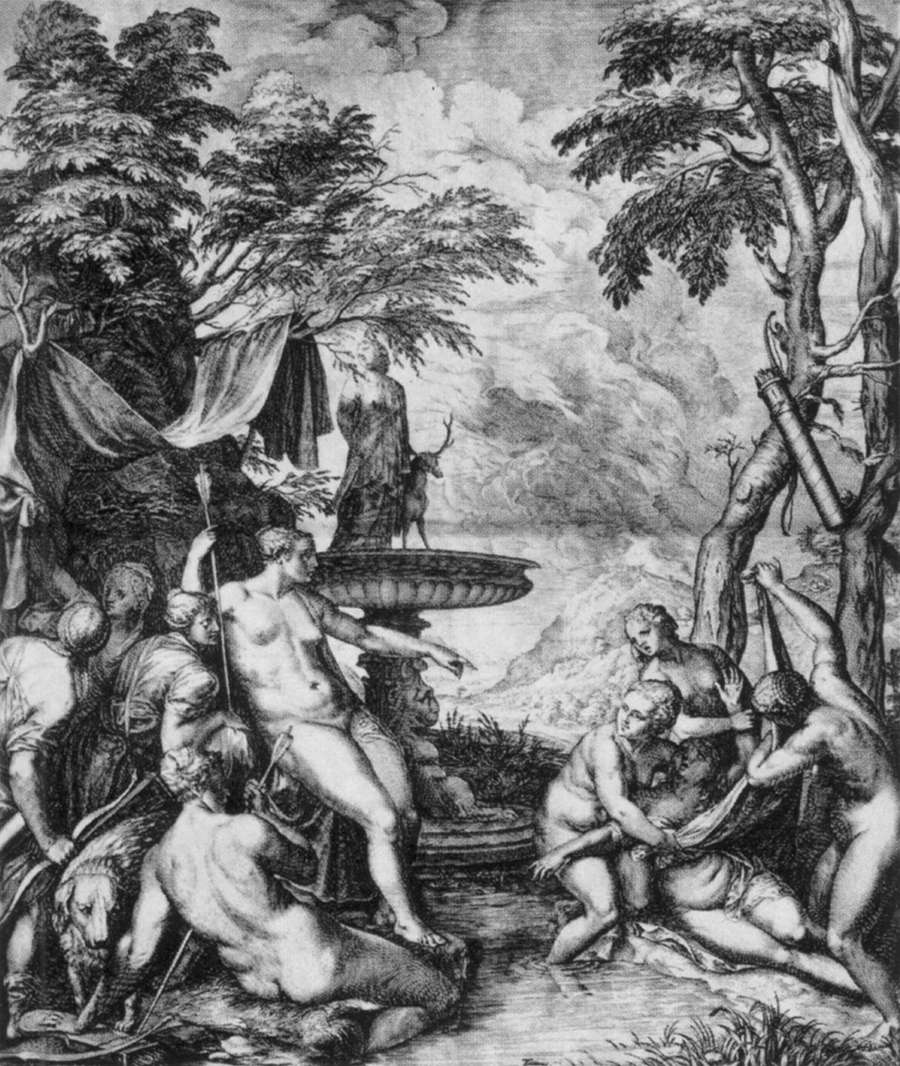
Cornelis Cort (d'après Titien), Diane et Calliste, 1566, British Museum, Londres.
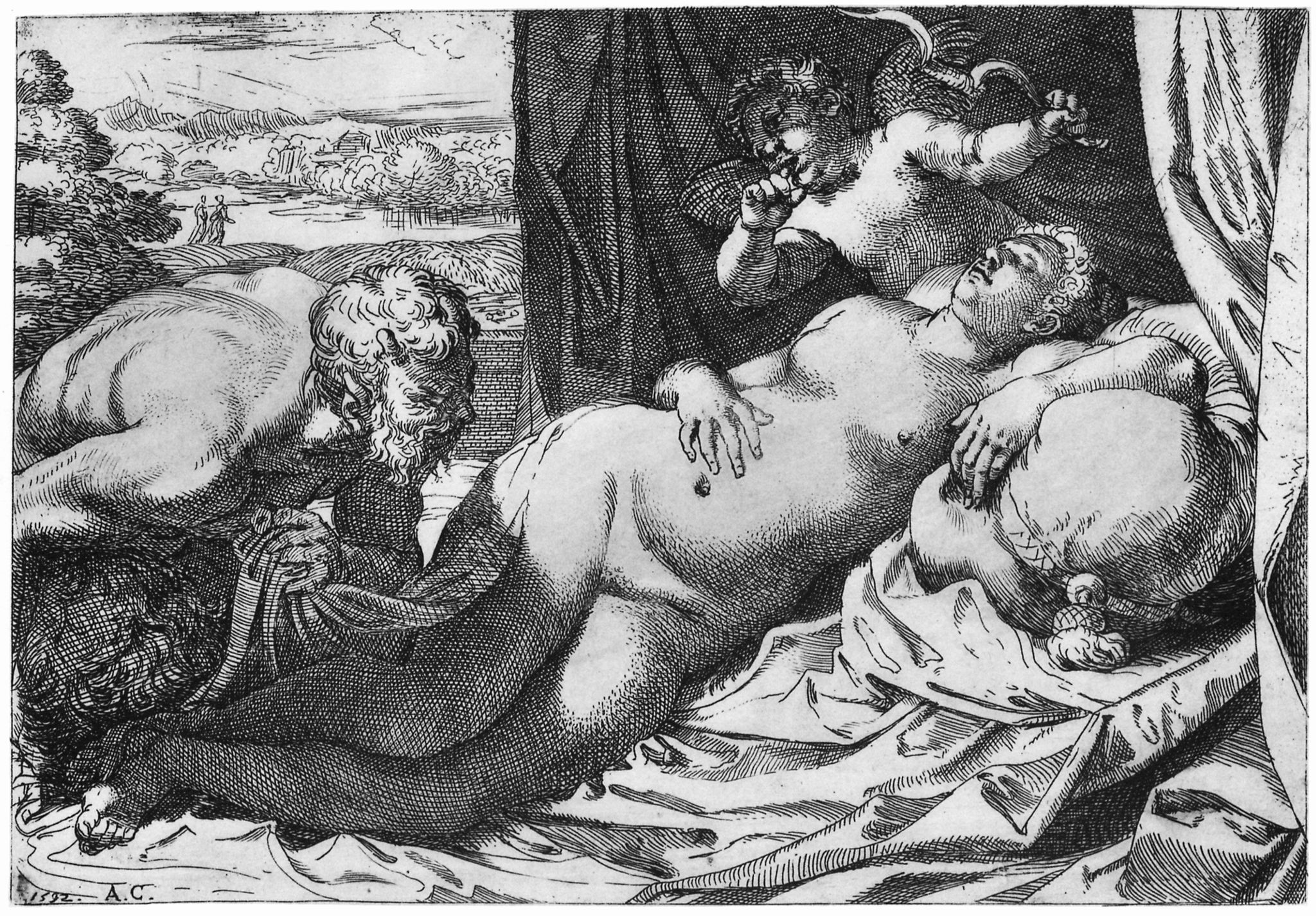
Annibale Carracci, Jupiter et Antiope ou Vénus découvert par un satyre, 1592, Staatliche Kunsthalle Karlsruhe.
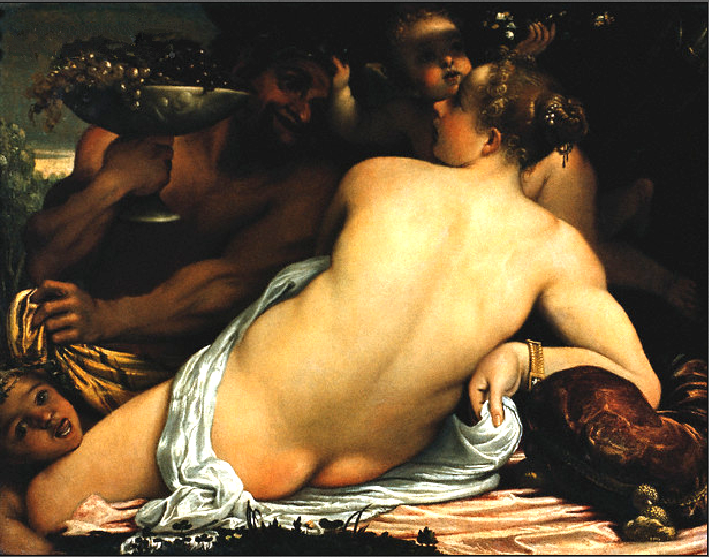
Copie ou réplique du Chrysler Museum

## Source de traduction
- (en) Cet article est partiellement ou en totalité issu de l’article de Wikipédia en anglais intitulé « Venus with a Satyr and Two Cupids » (voir la liste des auteurs).